# Sorelle assassine
Sorelle assassine (Perfect Sisters) è un film del 2014 diretto da Stanley Brooks.
È tratto da una storia vera, raccontata nel libro The Class Project: How to Kill a Mother di Bob Mitchell.

## Trama
Linda è una quarantenne alcolista e madre di tre figli, le adolescenti Sandra e Beth e infine Bobby di sette anni. Le due figlie, stanche degli abusi subiti da parte dei fidanzati della madre, pianificano di ucciderla e di vivere con i soldi che riceveranno dell'assicurazione sulla vita della madre. Decidono così di drogarla e annegarla nella vasca da bagno. Sandra, dopo l'omicidio, inizia a sentirsi in colpa mentre Beth è più sicura e decisa. La polizia che indaga sulla morte della donna pensa si sia trattato di un incidente e che la donna sia annegata nella vasca mentre era ubriaca e drogata. Sandra racconta a un vecchio amico che la morte della madre potrebbe non essere un incidente, e quest'ultimo lo rivela alla polizia. Le due sorelle vengono così interrogate e, mentre Beth riesce a mantenere la calma, Sandra ha un tracollo. Una volta trovate tutte le prove, le due vengono condannate a dieci anni di carcere.

## Distribuzione
La première si svolse l'8 aprile 2014 a Los Angeles. Il film uscì in Canada e Stati Uniti l'11 aprile 2014 in edizione limitata.